# Erlöserkirche (Zielona Góra)

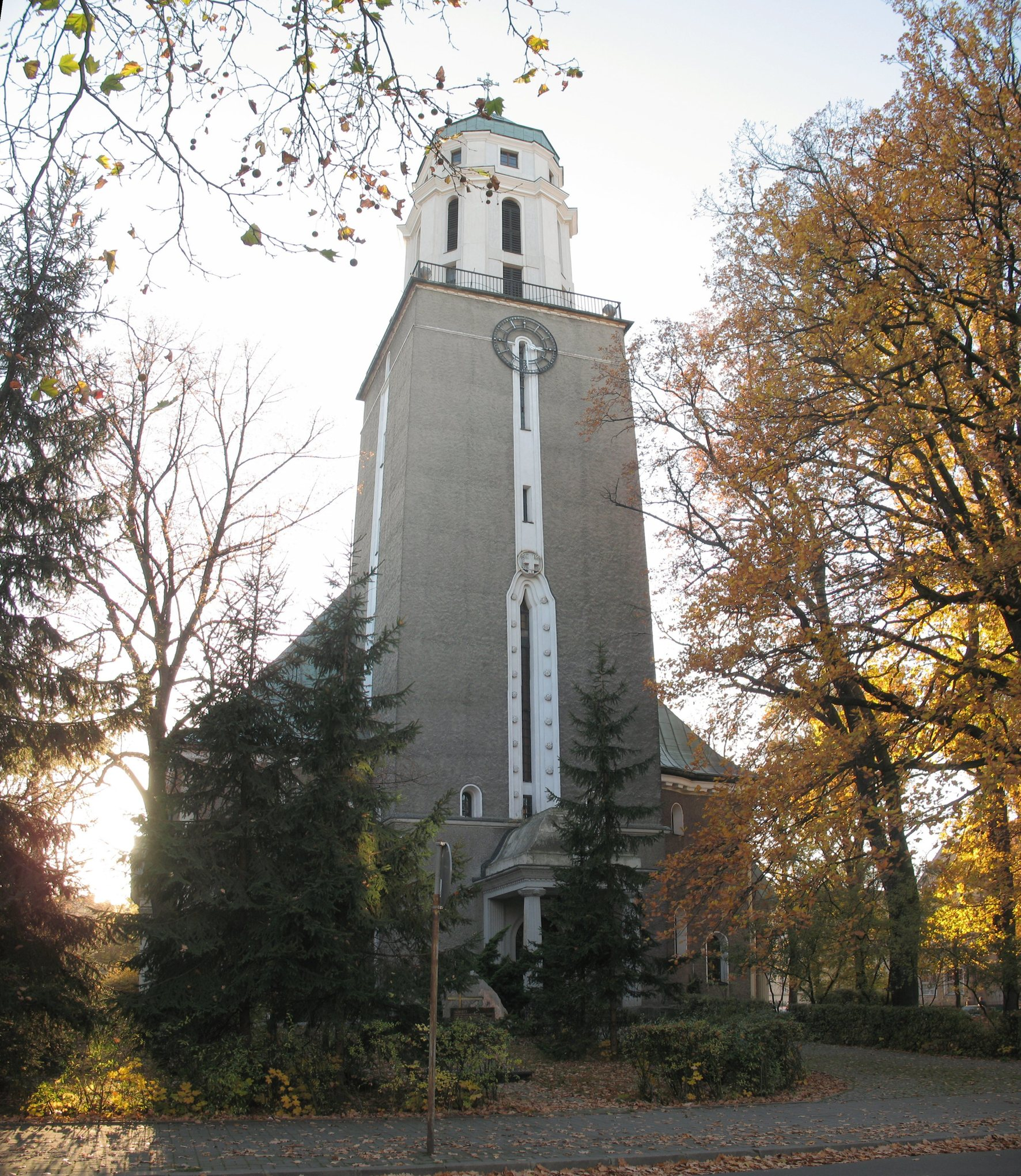
Erlöserkirche Grünberg

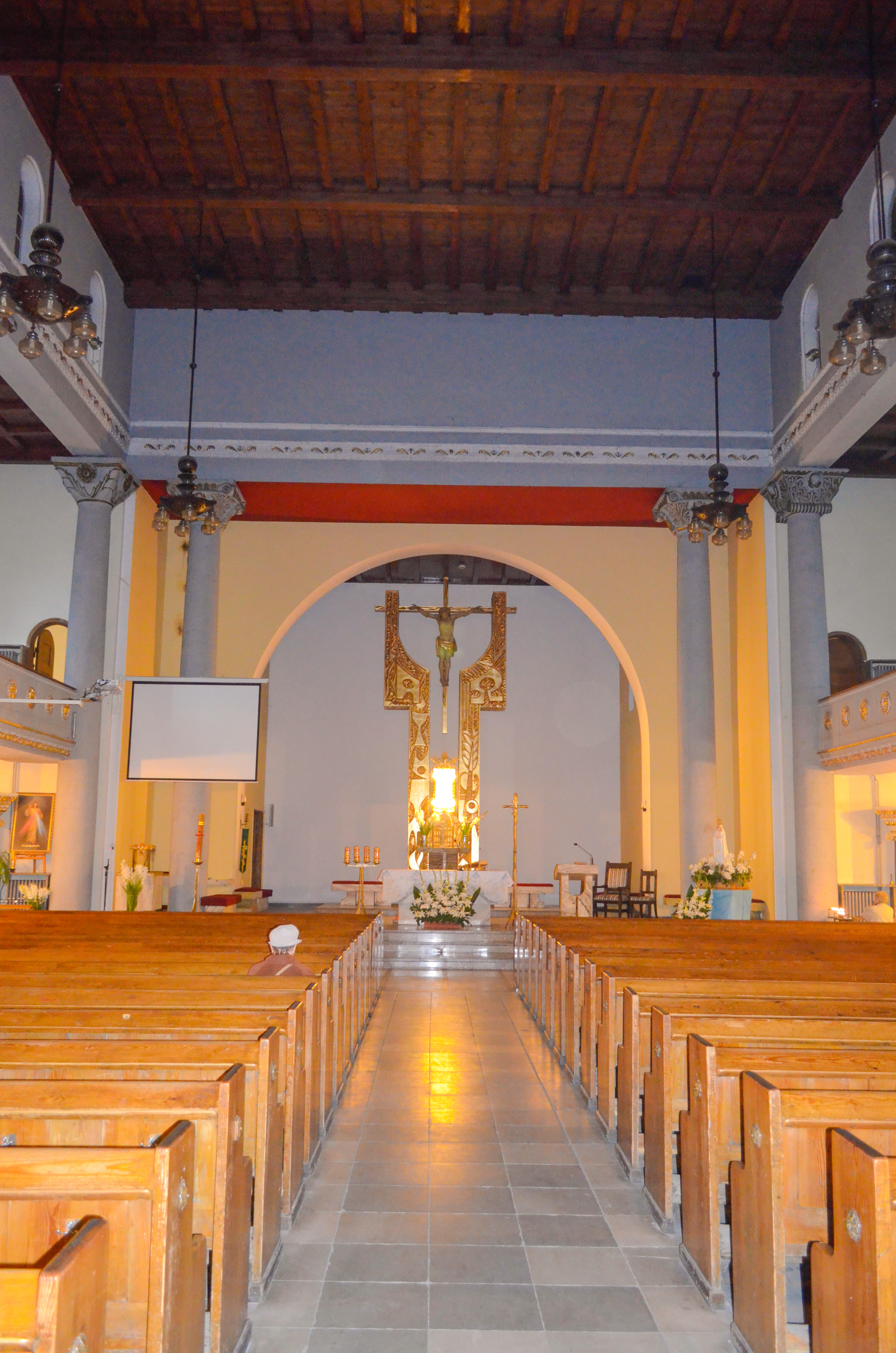
Innenansicht

Die Erlöserkirche (polnisch: Kościół Najświętszego Zbawiciela) ist eine römisch-katholische, ehemals Evangelisch-lutherische Gemeindekirche in  Zielona Góra (deutsch: Grünberg in Schlesien) in der Woiwodschaft Lebus in Polen.

## Geschichte
Das Gotteshaus entstand als evangelische Kirche, nachdem eine Stiftung des 1913 verstorbenen Grünberger Bauingenieurs und Politikers Georg Beuchelt und seiner Schwester Liddy Beuchelt die Voraussetzung geschaffen hatte. Nach einem 1914 ausgeschriebenen Architekturwettbewerbs wurden der Glogauer Stadtbaurat Wilhelm Wagner und Oskar Hossfeld mit der Ausarbeitung des Projekts beauftragt, zu dessen Umsetzung am 19. Mai 1914 der Grundstein gelegt. Im April 1916 war die Kirche im Rohbau vollendet, die feierliche Weihe fand am 3. Januar 1917 statt.
1946 wurde die Kirche den Katholiken überlassen und 1951 als Pfarrkirche der neu errichteten Pfarrei des Heiligen Erlösers in Zielona Góra eingerichtet.

## Architektur
Die Erlöserkirche ist als dreischiffige Pseudobasilika mit Rechteckchor und quadratischem Turmbau mit oktogonalem Aufsatz gestaltet, das Schiff ist mit steilem Satteldach gedeckt. Das Innere wird von hohen Säulen bestimmt, zwischen denen in den Abseiten Emporen gespannt sind. In der formalen Ausbildung ergeben sich bewusst Bezüge auf frühchristliche Basiliken.
1974–1976 fand eine künstlerische Umgestaltung des Presbyteriums der Kirche nach einem Entwurf von Wiktor Ostrzołek statt.

## Orgel
Bei ihrer Fertigstellung 1915 erhielt die Erlöserkirche eine Orgel mit Freipfeifenprospekt aus der Werkstatt von Gustav Heinze aus Żary. Die Orgel wurde nach dem Zweiten Weltkrieg von der Orgelbaufirma Marek Cepka wiederhergestellt. Sie hat die folgende Disposition:
| I Manual C–a3 |               |        |
| 01.           | Principal     | 16′    |
| 02.           | Bordun        | 16′    |
| 03.           | Principal     | 08′    |
| 04.           | Gambe         | 08′    |
| 05.           | Hohlflöte     | 08′    |
| 06.           | Doppelflöte   | 04′    |
| 07.           | Octave        | 04′    |
| 08.           | Spitzflöte    | 04′    |
| 09.           | Rausch-Quinte | 02 ⁄3′ |
| 10.           | Mixtur III–V  |        |
| 11.           | Scharf III    |        |
| 12.           | Trompete      | 08′    |

| II Manual C–a3 |                      |         |
| 13.            | Quintaten            | 16′     |
| 14.            | Principal            | 08′     |
| 15.            | Fugara               | 08′     |
| 16.            | Dolce                | 08′     |
| 17.            | Geigen Principal     | 08′     |
| 18.            | Travers Flöte        | 04′     |
| 19.            | Waldflöte            | 02′     |
| 20.            | Tercja               | 01 3⁄5′ |
| 21.            | Flet                 | 01′     |
| 22.            | Kornett-Mixtur II–IV |         |

| III Manual C–a3 |                          |     |
| 23.             | Lieblich Gedekt          | 16′ |
| 24.             | Geigen Principal         | 08′ |
| 25.             | Salcional                | 08′ |
| 26.             | Aeoline                  | 08′ |
| 27.             | Vox Coelestis            | 08′ |
| 28.             | Lieblich Gedekt          | 08′ |
| 29.             | Doppelflöte              | 04′ |
| 30.             | Violine                  | 04′ |
| 32.             | Progress. harmon. II–III |     |

| Pedal C–f1 |                |         |
| 33.        | Majorbass      | 16′     |
| 34.        | Principal-Bass | 16′     |
| 35.        | Violon         | 16′     |
| 36.        | Subbass        | 16′     |
| 37.        | Quintbass      | 10 2⁄3′ |
| 38.        | Offenbass      | 08′     |
| 39.        | Violoncello    | 08′     |
| 40.        | Gambenbass     | 08′     |
| 41.        | Posaune        | 16′     |

- Koppeln: II/I, III/I, III/II; I/P, II/P, III/P